# Nagyfény
Nagyfény (szerbül Стари Жедник / Stari Žednik, horvátul Žednik) falu Szerbiában, a Vajdaság Észak-bácskai körzetében, Szabadka község területén.

## Fekvése
Szabadkától délre, a Szabadka-Újvidék út mentén, Topolya közelében.

## Története
Már a középkorban lakott volt a térség, 1462-ben már falunak említik. Bajmokkal és Györgyénnel együtt Mátyás király anyjának, Szilágyi Erzsébetnek adományozta a birtokot. A török defterekben, 1580-ban és 1590-ben 15 és 25 adózó házzal említik. A török idők végén vált lakatlan pusztává.
A 17. század végén újratelepül a falu, lakóinak száma 1880-ban 1549 lélek, többségükben bunjevácok, akik a rendezetlenül szétszórt tanyákon éltek. A 20. század elején alakult ki a mostani falu a Szabadka-Újvidék és a Csantavér-Bajmoki utak kereszteződésében, az egykori Nagyfényi csárda körül. Az 1900-as évek elején felépült templom véglegesítette a település központjának a helyét.
A trianoni békeszerződésig Nagyfény Bács-Bodrog vármegyéhez tartozott.

## Népesség
A 2002-ben 2230-an, 2011-ben 1929-en éltek Nagyfényen. A nemzetiségi összetétel a következő (2002):
- horvátok 727
- magyarok 576
- bunyevácok 327
- szerbek 248
- jugoszlávok 139
- egyéb (montenegróiak, albánok, németek, macedónok, ruszinok, szlovákok).

Legnépesebb az 1961-es népszámlálás idején volt a falu 3022 lakossal.

## Látnivalók
A római katolikus templomot Moravetz Zsigmond budapesti építészmérnök tervei alapján építették neogót stílusban. 1911-ben szentelték fel, Szent Márk evangélista a patrónusa. Első plébánosa Hegedűs Benjamin volt, jelenlegi lelkésze Željko Šipek, aki mindkét nyelven, horvátul és magyarul is szolgálja a közösséget.
A templomnak egykor magasabb tornya volt, amelyet azonban 1925-ben egy zivatar ledöntött, és azóta a gótikus templom csak egy alacsony, átmeneti toronnyal rendelkezik.